# Starbuck (Minnesota)
Starbuck è una città degli Stati Uniti d'America, situata in Minnesota, nella contea di Pope.